# Martin Kopp (Politiker)
Martin Kopp (* 16. November 1826 in Großkrotzenburg im Main-Kinzig-Kreis; † 25. August 1902 in Wiesen in Unterfranken) war ein deutscher Bürgermeister und Mitglied des Provinziallandtages der Provinz Hessen-Nassau.

## Leben
Martin Kopp war ein Sohn des Schuhmachers Mathias Kopp und dessen Ehefrau Margarethe Funke und erlernte nach seiner Schulausbildung den Beruf des Leinenwebers.
In den Jahren von 1864 bis 1894 bekleidete er in seinem Heimatort das Amt des Bürgermeisters und erhielt in dieser Funktion im Jahre 1880 ein Mandat für den kurhessischen Kommunallandtag, wo er Mitglied des Eingabenausschusses (1881–1882), des Ständischen Verwaltungsausschusses (1884) und des Hauptausschusses (1884–1885) war.
Von 1886 bis 1891 hatte er für den Wahlkreis Hanau einen Sitz im Provinziallandtag der Provinz Hessen-Nassau, wo er 1887 und von 1890 bis 1891 Mitglied des Eingabenausschusses war.
Vom 1. Juli 1887 an betrieb er die Posthalterei in seinem Heimatort.